# 葉健民 (政治學者)
葉健民（Prof.Ray Yep）（1964年—）是一名香港政治學家，前香港城市大學公共及國際事務學系教授。主要研究範疇為中國政治經濟、香港殖民統治、抗爭政治等等。
早年就讀香港大學，及後於牛津大學取得博士學位。回港後亦有加入新力量網絡、民主思路等本土智庫，積極晉言。
2023年，葉健民離港到布里斯托大學歷史系任教。

## 外部鏈接
- 城大網頁 （页面存档备份，存于）